# Trinomys mirapitanga
Trinomys mirapitanga is een stekelrat uit het geslacht Trinomys die voorkomt bij Porto Seguro in de Braziliaanse staat Bahia. De soort behoort tot het zogenaamde “Klade 1” binnen Trinomys, samen met T. gratiosus, T. iheringi en T. dimidiatus. De soortaanduiding mirapitanga is het Tupi woord voor de pau-brasil (Caesalpinia echinata), een zeldzame hardhoutboom die voorkomt in hetzelfde gebied als T. mirapitanga.
Deze soort heeft een staart die korter is dan de kop-romplengte (ruim 80%) en die met korte haren bedekt is. De buik is wit, de rug zwart.